# Кембрія Тауншип (округ Кембрія, Пенсільванія)
Кембрія Тауншип (англ. Cambria Township) — селище (англ. township) в США, в окрузі Кембрія штату Пенсільванія. Населення — 5814 особи (2020).

## Демографія
Згідно з переписом 2010 року, у селищі мешкало 6099 осіб у 2056 домогосподарствах у складі 1488 родин. Було 2199 помешкань
Расовий склад населення:
| - 94,9 % — білих - 3,7 % — чорних або афроамериканців - 0,5 % — азіатів - 0,1 % — корінних американців |

До двох чи більше рас належало 0,6 %. Частка іспаномовних становила 1,1 % від усіх жителів.
За віковим діапазоном населення розподілялося таким чином: 19,5 % — особи молодші 18 років, 63,2 % — особи у віці 18—64 років, 17,3 % — особи у віці 65 років та старші. Медіана віку мешканця становила 44,7 року. На 100 осіб жіночої статі у селищі припадало 110,7 чоловіків;  на 100 жінок у віці від 18 років та старших — 112,6 чоловіків також старших 18 років.
Середній дохід на одне домашнє господарство  становив 84 761 долар США (медіана — 63 443), а середній дохід на одну сім'ю — 99 975 доларів (медіана — 77 938). Медіана доходів становила 50 476 доларів для чоловіків та 32 163 долари для жінок. За межею бідності перебувало 10,8 % осіб, у тому числі 10,7 % дітей у віці до 18 років та 9,3 % осіб у віці 65 років та старших.
Цивільне працевлаштоване населення становило 2283 особи. Основні галузі зайнятості: освіта, охорона здоров'я та соціальна допомога — 32,5 %, публічна адміністрація — 10,5 %, роздрібна торгівля — 8,8 %, виробництво — 7,8 %.